# Cercosaura steyeri
Cercosaura steyeri là một loài thằn lằn trong Gymnophthalmidae. Loài này được Tedesco miêu tả khoa học đầu tiên năm 1998. Chúng là loài đặc hữu của Argentina.